# Laura de Force Gordon
Laura de Force Gordon (North East, 17 de agosto de 1838 - Lodi, 5 de abril de 1907) fue una abogada, editora de periódicos y destacada sufragista. 
Fue la primera mujer en dirigir un diario en Estados Unidos (el Stockton Daily Leader, 1874) y la segunda abogada con licencia para ejercer en California.
Como activista, Gordon fue una defensora clave del Proyecto de Ley de Mujeres Abogadas, que permitió a las mujeres ejercer la abogacía en California. También impulsó que se incluyera una sección en la Constitución de California para que el estado no pudiera impedir a las mujeres ejercer cualquier profesión.

## Trayectoria
Laura de Force Gordon nació en Pensilvania, el 17 de agosto de 1838, hija de Abram de Force y Catherine Doolittle Allen. El padre padecía reumatismo por lo que la situación económica no era muy buena. La familia tuvo nueve hijos y al menos dos hijas recibieron educación en las escuelas públicas.
Tras la muerte de uno de sus hermanos, la familia se volcó en el espiritismo y con tan solo 15 años Gordon comienza un recorrido por el noreste de Estados Unidos dando discursos por ciudades sobre espiritualidad, vida después de la muerte y espiritismo. A los 18 años dio un discurso en la ciudad de Boston. Durante uno de esos eventos conoció a un médico escocés llamado Charles H. Gordon con el que se casó en 1862. Primero se establecieron en Nueva Orleans (donde fue destinado durante la Guerra de Secesión) y más tarde en Nevada. Finalmente se establecen en California en 1870.
En 1878 se divorció de su marido por adulterio. Más tarde se refirió a sí misma con frecuencia como viuda, en lugar de divorciada, ya que la viudez era "una explicación más aceptable para la falta de protección masculina".

### Periodista

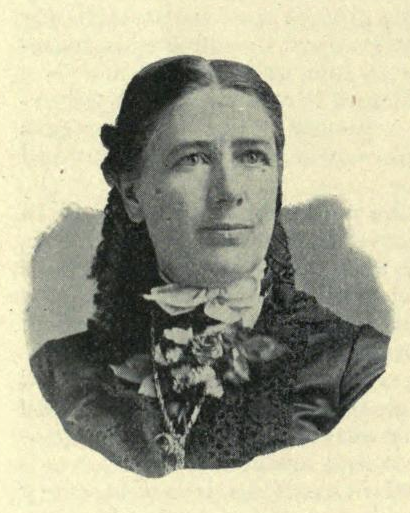
Retrato de la publicación oficial de su discurso en la Exposición Colombina de 1892.

En 1873, Gordon se convirtió en editora y reportera del Stockton Narrow Gauge. En 1874 compró el Stockton Weekly Leader y lo convirtió en un periódico diario, convirtiéndose en la primera mujer editora de un periódico en los Estados Unidos. En 1876 comienza a publicar también en el Oakland Daily Democrat. Durante ese período, también trabajó como corresponsal del Sacramento Bee, esto le permitía asistir como periodista al pleno de la Asamblea Estatal de California. También trabajó como organizadora de la Asociación de Prensa de la Costa del Pacífico.

### Sufragista

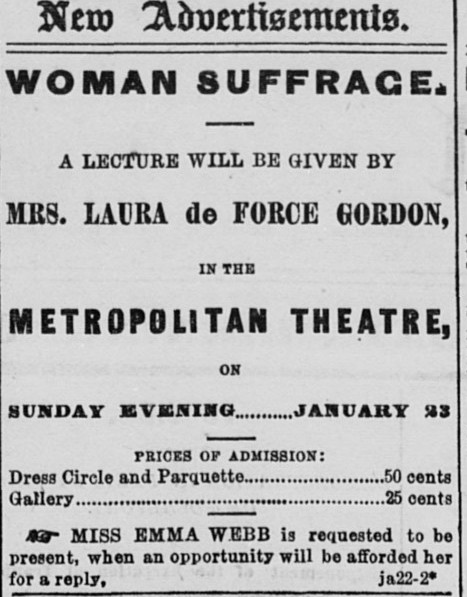
Anuncio en el San Francisco Daily Alta California de una charla sobre el sufragio dada por Gordon en 1870.

A finales de la década de 1860, en su carrera como oradora, los temas de sus discursos pasaron de ser sobre la espiritualidad a versar sobre los derechos de las mujeres, el igualitarismo y la igualdad entre los sexos. El discurso de Gordon del 19 de febrero de 1868 en San Francisco, titulado: El sufragio electivo: ¿Quién debe votar? fue el primero en California sobre el movimiento sufragista que atrajo a una multitud considerable de personas, algunos de las cuales llegaron a convertirse en líderes del movimiento sufragista de California.
En 1870, ayudó a fundar la Sociedad por el Sufragio de las Mujeres de California y pronunció más de 100 discursos sobre el derecho al voto de las mujeres. También trabajó por el sufragio en Nevada, recorriendo todo el estado con sus discursos y frente a la legislatura estatal en 1871. En un artículo de esa época se la describe "como una corriente de fuego líquido".
Gordon también viajó fuera del suroeste, representando a California en la Asociación Nacional por el Sufragio Femenino de 1872 en la ciudad de Nueva York. En la convención liberal republicana de 1872 junto con Susan B. Anthony, pidió "entre risas" al partido republicano que la sentaran como representante del estado de California proponiendo una resolución a favor del sufragio.
Después de comenzar su carrera jurídica en 1879, continuó su activismo sufragista. Fue elegida presidenta de la Asociación por el Sufragio del Estado de California entre 1884 y 1894 y oradora contratada en su nombre para la campaña de las elecciones presidenciales de 1888. En 1892, habló en la Exposición Colombina de Chicago.
Gordon era considerada "radical" dentro de los activistas por el sufragio femenino, en parte debido a su divorcio y en parte a su relación con el espiritismo. Entre los corresponsales de su periódico se encontraban Henry George y Susan B. Anthony.

### Abogada
Como resultado de sus publicaciones sobre el sufragio, Gordon era muy conocida en los círculos políticos de California, incluso recibió 200 votos para el Senado estatal en 1871. Esto la posicionó, junto con su compañera sufragista Clara Shortridge Foltz, para dirigir la campaña de la Ley de Mujeres Abogadas, que otorgó a las mujeres el derecho a ejercer la abogacía en California en enero de 1878. Gordon utilizó su posición como periodista que cubría el debate para mantenerse en contacto con los legisladores y presionar al gobernador para la firma final.
Más tarde, en 1878, Gordon fue nominada para delegada en la Convención Constitucional de California, pero fue derrotada. A pesar de no ser elegidas como delegadas, durante la convención de febrero de 1879, Gordon y Foltz lograron la inclusión del Artículo XX Sección 18 de la Constitución. Esta cláusula impide que la ley estatal pueda prohibir a las mujeres ejercer cualquier negocio, ocupación o profesión legal.
Casi al mismo tiempo, en enero de 1879, Gordon y Foltz fueron admitidas, aunque por poco tiempo en el recientemente inaugurado Hastings College of the Law. A pesar de haber pagado una matrícula de 10 dólares, al tercer día de clases se les pidió que se fueran porque el decano de la escuela sintió que sus "faldas susurrantes" molestaban a los estudiantes varones. Las dos mujeres presentaron y argumentaron su caso en la Corte Suprema del estado que revocó la decisión. Sin embargo, debido al trabajo, el activismo y las obligaciones familiares, ni Gordon ni Foltz pudieron graduarse, por lo que la primera mujer graduada de Hastings fue Mary McHenry Keith.
En aquellos tiempos no era necesario graduarse en la facultad de derecho para ingresar en el colegio de abogados, así que Gordon estudió por su cuenta y el 6 de diciembre de 1879 fue admitida en el Colegio de Abogados del Estado de California, convirtiéndose en la segunda abogada del estado, la primera era su compañera Foltz. En 1880 fundó su propio bufete en San Francisco, donde se especializó en derecho general y penal. Su trabajo incluyó defensas exitosas en varios casos de asesinato. También fue la primera mujer en California en presentar un caso ante un jurado, esto atrajo la atención sobre ellas, en especial por el caso de George Wheeler en el que Gordon ayudo en la defensa y Foltz en la fiscalía. El periódico National Police Gazette de Nueva York escribió: "las dos mujeres estarán contentas porque podrán mover la lengua a su antojo".
El 3 de febrero de 1883, Gordon se convirtió en la segunda mujer en ser admitida en el Colegio de Abogados de la Corte Suprema de los Estados Unidos, después de Belva Lockwood.
Gordon se retiró de la profesión jurídica en 1901 y pasó sus últimos años en su granja en Lodi, California. Su salud se deterioró tras la muerte prematura de su nieto y en marzo de 1907 sufrió una neumonía, muriendo en Lodi el 5 de abril de 1907.

## Sobre su orientación sexual
En mayo de 1879, Gordon dejó un panfleto: Los grandes géiseres de California y cómo llegar a ellos en una cápsula del tiempo enterrada en el parque Washington Square de San Francisco. Gordon escribió en la guarda del folleto:

Si este pequeño libro ve la luz después de 100 años de sepultura, me gustaría que sus lectores supieran que la autora era amante de su propio sexo y devotamente dedicó los mejores años de su vida a luchar por la igualdad política y por elevar la condición social y moral de la mujer.

La nota de Gordon fue leída en voz alta en público, después de que se abriera la cápsula del tiempo en abril de 1979. Armistead Maupin, que estaba presente, especuló que el significado de la frase "amante de su propio sexo" podría haber sido una "salida del armario" pero también reconoció que podría haber sido una "idiosincrasia del habla del siglo XIX". La cita se utilizó más tarde en la biografía escrita por Randy Shilts sobre el político gay de San Francisco Harvey Milk.